# فاتورة البيع
تعد فاتورة البيع إحدى الوثائق القانونية التي يقدمها «البائع» إلى المشتري حيث يُدوَّن فيها التاريخ والمكان المحدد الذي تنازل فيه البائع للمشتري عن أحد ممتلكاته الشخصية المملوكة له قانونًا أو جزء منها مقابل مبلغ من المال أو مقابل أية «قيمة أخرى». كما أنها تعد إحدى الوثائق المكتوبة التي تثبت نقل حق الملكية الشخصية من البائع أو التاجر إلى المشتري أو المستهلك.
و إليكم إحدى صيغ فواتير البيع:
قمت أنا الموقع أدناه بنقل الملكية الكاملة لماكينة حصاد خضراء اللون ماركة جون ديري (John Deere)، ورقمها التسلسلي DH500-1234567 إلى المشتري لاري سميث (Larry Smith) مقابل مبلغ من المال يبلغ خمسين ألف دولار. (التوقيع) جون دو (John Doe)

## الأصل التاريخي
يشير مصطلح «فاتورة البيع» في الأصل إلى أي وثيقة مكتوبة والتي يمكن للفرد من خلالها تنفيذ أو إثبات حقه في حرية التصرف المطلق في القيمة المملوكة له. حيث إن جميع عمليات الرهن تمنح الراهن حق الاحتفاظ بملكية العين المرهونة وممارسة جميع حقوق الملكية الأخرى الممنوحة له، والتي قد تكون كفيلة بخداع طرفٍ ثالث وحثه على قبول نفس الممتلكات كضمان مقابل مبلغ من المال دون الانتباه إلى وجود دائنٍ آخر، وبالتالي، فإن هذا السيناريو جعل فاتورة البيع وسيلة فعلية للتزوير والاحتيال.
بعد ذلك، تم سن عدد من القوانين الخاصة بفواتير البيع للحد من استخدامها كوسيلة لخداع الأبرياء. حيث تمثل أولها في قانون فواتير البيع لعام 1854 والذي تم إلغاؤه وإعادة تشريعه بموجب قانون فواتير البيع لعام 1878 والذي كان مطابقًا تقريبًا لقانون فواتير البيع لعام 1854. ثم أدى المزيد من التطورات إلى سن قانون فواتير البيع لعام 1882.
تم تعريف فاتورة البيع على أنها إحدى الوثائق القانونية التي يقدمها البائع للمشتري، حيث يُدوَّن فيها التاريخ والمكان المحدد الذي تنازل فيه البائع للمشتري عن أحد ممتلكاته الشخصية المملوكة له قانونًا أو جزءًا منها مقابل مبلغ من المال أو مقابل أية قيمة أخرى. ويُشار إلى فاتورة البيع في قاموس بلاك القانوني (Black's Law Dictionary) على أنها «إحدى وسائل نقل حق الملكية الشخصية بشكلٍ مطلق أو على سبيل الضمان». ويعتبرها أوموتولا (Omotola) «إحدى صور الرهن القانوني للأمتعة». أما بولن وليك وجاكوبس (Bullen, Leake and Jacobs) فيعرّفون فاتورة البيع على أنها «إحدى الوثائق التي تنقل حق الانتفاع بالأمتعة الشخصية من أحد الأطراف (» المانح«) إلى الطرف الآخر (» الممنوح«) دون نقل الملكية للممنوح».
تعد فاتورة البيع في جوهرها إحدى الوثائق المكتوبة التي توضح النقل الإرادي لحق أو فائدة أو ملكية أحد الممتلكات الشخصية من طرفٍ لآخر سواء بشكلٍ مطلق أو على سبيل الضمان دون تجريد المالك من ملكيته المادية الفعلية أو نقلها إلى الطرف الآخر. وهكذا يتضح مما سبق أن هناك نوعين من فواتير البيع وهما: فاتورة البيع المطلقة وفاتورة البيع المشروطة 

## فاتورة البيع المطلقة
يُقصد بفواتير البيع المطلقة، والتي لا تمثل أية صورة من صور الضمان على الإطلاق، الوثائق التي تثبت نقل ملكية الأمتعة الشخصية والتحويلات وأية ضمانات أخرى، كما أنها تقتصر إلى حدٍ كبير على عقود بيع السلع التي يتم ملؤها بمقتضى قانون العقود الشائع وقانون بيع السلع.

## فاتورة البيع المشروطة
يقصد بفاتورة البيع المشروطة الوثيقة التي تنقل ملكية الأمتعة الشخصية من طرفٍ لآخر كوسيلة ضمان مقابل دفع مبلغٍ من المال. حيث تمنح فاتورة البيع المشروطة حاملها ضمانًا يحق له بموجبه حجز السلعة مما يعطيه حق ضمان ذا طبيعة امتلاكية.
كما أن هناك صورًا أخرى لضمان السلع كالرهن والامتياز التعاقدي والذي يمنح حامله حق ضمانٍ ذا طبيعةٍ حيازية فقط.
ومن أمثلة فاتورة البيع المشروطة ما يحدث عندما يمنح الدائن المدين قرضًا فينقل ملكية السلع أو ممتلكات المدين الشخصية لنفسه كمقابلٍ للقرض أو كضمانٍ له. في حين يحتفظ المدين بالسلع العينية أو بأي ملكيةٍ أخرى.
ولقد ساءت في الآونة الأخيرة سمعة فواتير البيع المؤمنة ضد مركبات المدينين (و التي يطلق عليها أيضًا اسم "قروض سجل الأداء") في المملكة المتحدة (إنجلترا) نظرًا لرفع أسعار الفائدة ووضع شروط وأحكام غير عادلة. ثم أعلنت حكومة المملكة المتحدة في شهر ديسمبر من عام 2009 عن خططها للتشاور بشأن حظر قروض سجل الأداء.

## وصلات خارجية
- قانون فواتير البيع لعام 1878
- قانون فواتير البيع لعام (1878) القانون المعدل لعام 1882
- قانون فواتير البيع لعام 1890
- قانون فواتير البيع لعام 1891
- Free Printable Bill of Sale